# Lipu
Lipu  (en chino, 荔浦市; pinyin, Língchuān xiàn) es un municipio bajo la administración directa de la Prefectura Guilin en la Región autónoma de Guangxi, República Popular China. Su área es de 1759 km² y su población total para 2020 superó los 300 mil habitantes.
En agosto de 2018, con la aprobación del Consejo de Estado, se abolió el condado Lipu y se promovió a ciudad-condado.

## Administración
El Municipio de Lipu se divide en 13 pueblos que se administran en 10 poblados, 2 villas y 1 villa étnicas.